# Soldados de Odin

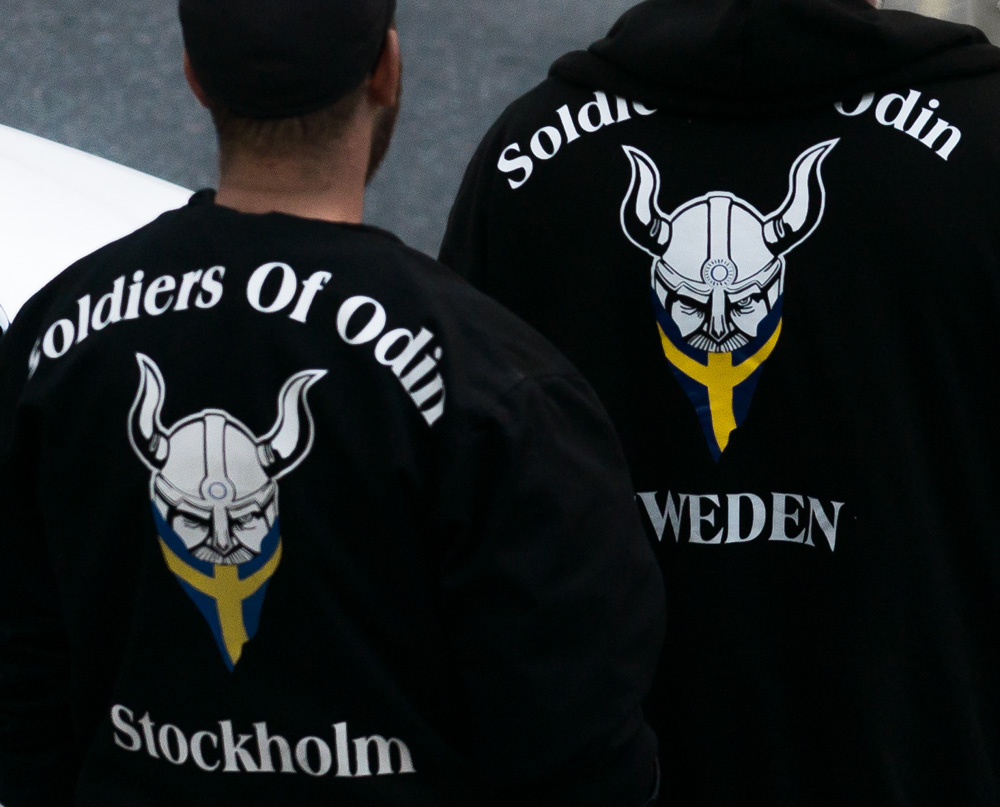
Pessoas vestindo camisetas com o logo do SOO

Soldados de Odin (em inglês: Soldiers of Odin - SOO, em finlandês: Odinin sotilaat) é um grupo anti-imigrantista fundado em Kemi, Finlândia, em outubro de 2015. O grupo foi criado em resposta aos milhares de migrantes que chegavam à Finlândia em meio à crise migratória na Europa.   Eles se autodenominam uma "organização patriótica que luta por uma Finlândia" que quer afugentar "intrusos islâmicos" que eles dizem causar insegurança e aumentar o crime.
Em entrevistas, bem como na página pública do grupo no Facebook, o SOO negou as alegações de que é um grupo racistas e neonazista. No entanto, o fundador do grupo, Mika Ranta, tem conexões com o Movimento de Resistência Nórdica de extrema direita e neonazista, bem como uma condenação criminal decorrente de uma agressão com motivação racial que ele cometeu em 2005. De acordo com a emissora pública finlandesa Yle, uma página privada no Facebook para membros selecionados do SOO mostra que o racismo e as simpatias nazistas são comuns entre os membros de alto escalão. A natureza do grupo levantou preocupações sobre justiçamento anti-imigração. 

Embora o grupo negue a alegação, Soldiers of Odin foram reconhecidos tanto pelo Centro de Direito da Pobreza do Sul quanto pela Liga Antidifamação como um grupo de ódio. Um relatório da Liga Antidifamação afirma que seu objetivo aparente é "conduzir patrulhas vigilantes" para proteger os cidadãos de "supostas depredações de refugiados" e que "embora nem todos os adeptos do grupo sejam supremacistas brancos ou fanáticos, muitos deles claramente são; sendo que os Soldados de Odin podem facilmente ser considerados um grupo de ódio."
Além da Finlândia, as afiliadas do grupo marcam presença na Austrália, Bélgica, Canadá, Alemanha, Holanda, Dinamarca, Noruega, Suécia, Estônia, Estados Unidos, Reino Unido, Portugal e Espanha. L